# アーネスト・フェノロサ

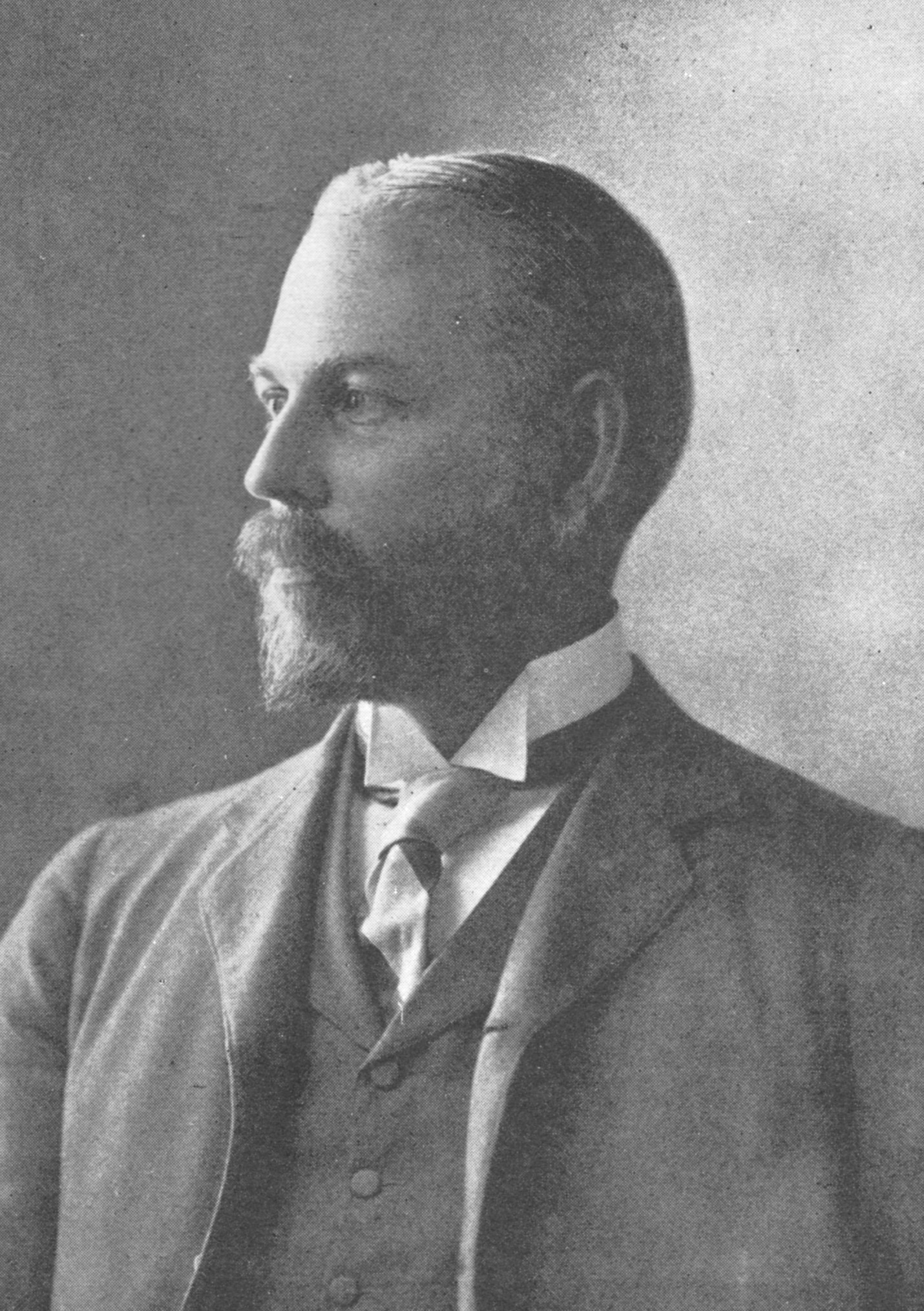
アーネスト・フェノロサ

アーネスト・フランシスコ・フェノロサ（Ernest Francisco Fenollosa、1853年2月18日 - 1908年9月21日）は、アメリカ合衆国の東洋美術史家、哲学者で明治時代に来日したお雇い外国人。日本美術を評価し、紹介に努めたことで知られる。

## 生涯と日本での活動

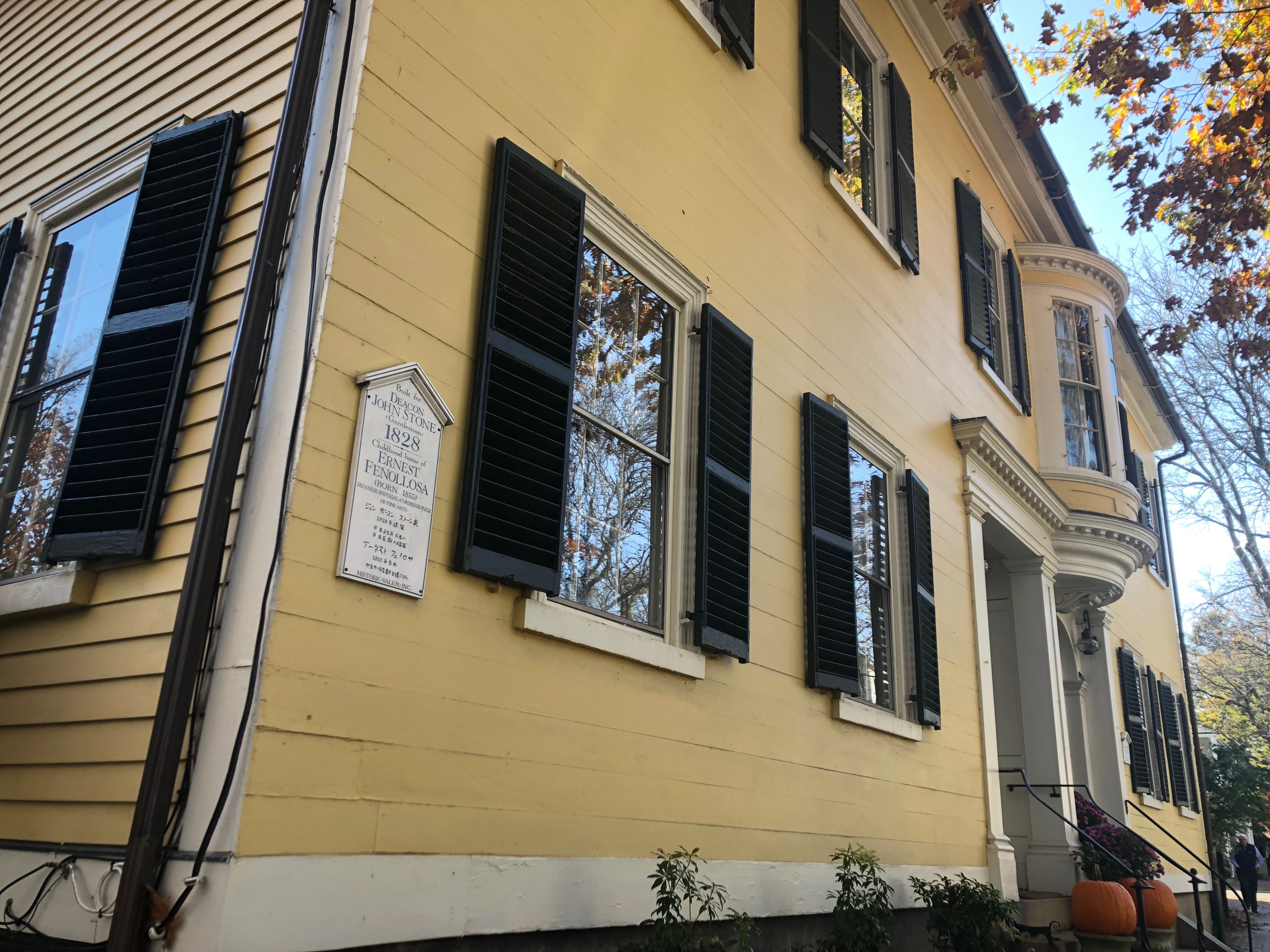
フェノロサが育ったとされるセイラムの家

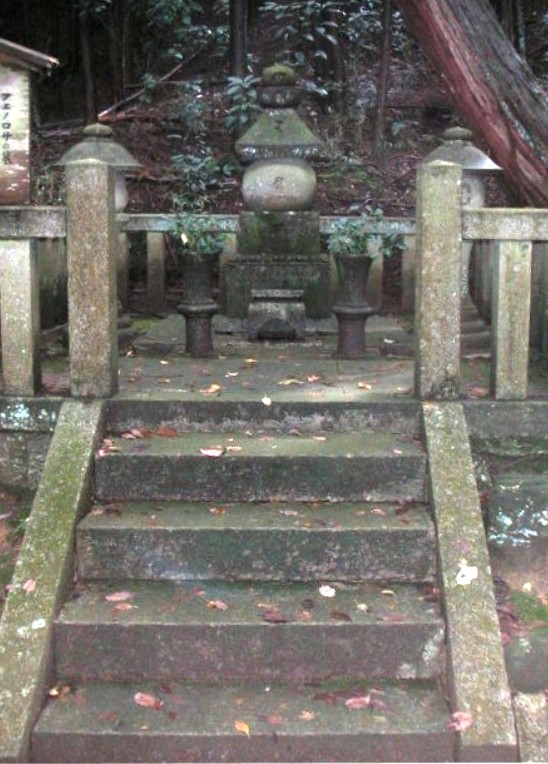
フェノロサの墓（法明院）

マサチューセッツ州セイラム生まれ。父親のManuel Francisco Ciriaco Fenollosaはスペインのマラガ生まれの音楽家（晩年自殺している）。兄とともにフリゲート艦の船上ピアニストとして渡米し、Mary Silsbeeと結婚し、アーネストをもうける。アーネスト・フェノロサは地元の高校を卒業後、ハーバード大学で哲学、政治経済を学ぶ。先に来日していた動物学者エドワード・シルヴェスター・モースの紹介で1878年（明治11年、当時25歳）に来日し、東京大学で哲学、政治学、理財学（経済学）などを講じた。フェノロサの講義を受けた者には岡倉天心、嘉納治五郎、井上哲次郎、高田早苗、坪内逍遥、清沢満之らがいる。
以上のようにフェノロサの専門は政治学や哲学であり、美術が専門ではなかったが、来日前にはボストン美術館付属の美術学校で油絵とデッサンを学んだことがあり、美術への関心はもっていた。来日後はハーバード大学の同窓生である金子堅太郎の影響もあり日本美術に深い関心を寄せ、本格的に日本美術を研究するためには誰に師事すべきかと金子に相談、大学校教授の黒川真頼と小中村清矩に学ぶことを推薦され、フェロノサは二人に学ぶこととなった。その後、助手の岡倉天心とともに古寺の美術品を訪ね、天心とともに東京美術学校の設立に尽力した。
フェノロサが美術に公式に関わるのは1882年（明治15年）のことで、同年の第1回内国絵画共進会で審査官を務めた。同年には狩野芳崖の作品に注目し、2人は以後親交を結ぶことになる。芳崖の遺作であり代表作でもある『悲母観音像』（重要文化財、東京藝術大学大学美術館蔵）は、フェノロサの指導で、唐代仏画のモチーフに近代様式を加味して制作したものである。フェノロサは狩野派絵画に心酔し、狩野永悳（えいとく）という当時の狩野派の画家に師事して、「狩野永探理信」という画名を名乗ることを許されている。同じ1882年には龍池会（財団法人日本美術協会の前身）にて「美術真説」という講演を行い、日本画と洋画の特色を比較して、日本画の優秀性を説いた。
フェノロサは当時の日本の美術行政、文化財保護行政にも深く関わった。1884年には文部省図画調査会委員に任命され、同年には岡倉天心らに同行して近畿地方の古社寺宝物調査を行っている。法隆寺夢殿の秘仏・救世観音像を開扉したエピソードはこの時のものである（1886年とも）。それ以前、1880年と1882年にも京都・奈良の古社寺を訪問したことが記録からわかっている。
1890年に帰国し、ボストン美術館東洋部長として、日本美術の紹介を行った。その後、1896年、1898年、1901年にも来日した。1908年、ロンドンの大英博物館で調査をしているときに心臓発作で逝去。英国国教会の手でハイゲート墓地に埋葬されたが、フェノロサの遺志により、火葬ののち分骨されて日本に送られ、大津の法明院に改めて葬られた。
生前、仏教に帰依している。1896年には滋賀県大津市の園城寺（三井寺）で受戒した。その縁で同寺子院の法明院に、同じく日本美術収集家として知られるウィリアム・スタージス・ビゲローと共に葬られている。
明治20年(1887)以前、日光東照宮禰宜（宮司代理）保科近悳（元会津藩家老西郷頼母）を撮影した写真がある。140センチの低身長で顎鬚は真っ白、厚底雪駄を履いて長身後妻きみの配慮なのだろう。保科単独の唯一立った写真である。（池月映）

## 評価
廃仏毀釈を経て、また西洋文化崇拝の時代風潮の中で見捨てられていた日本美術を高く評価し、研究を進め、広く紹介した点は日本美術にとっての恩人ともいえ、高く評価されている。フェノロサが参加した古社寺の宝物調査は、文化財保護法の前身である古社寺保存法の制定（1897年）への道を開いたものであり、東京藝術大学の前身の1つである東京美術学校の開校にも関わるなど、明治時代における日本の美術研究、美術教育、伝統美術の振興、文化財保護行政などにフェノロサの果たした役割は大きい。また「国宝」（national treasures）の概念は彼が考えた。
一方、『平治物語絵巻』、尾形光琳筆『松島図』（ともにボストン美術館所蔵）など国宝級の美術品を海外に流出させたとして批判を受けることも多い。また一方で、海外において認知されたことで、美術品として更なる評価を受けたともされている。
なお、奈良県にある薬師寺の東塔を「凍れる音楽」と評したとも言われるが、フェノロサ自身の著作には薬師寺塔を指してそのような言及はなく、出典不明である。また、「建築は凍れる音楽」というフレーズ自体は、フェノロサ以前からドイツなどで使われていたものである。

## 家族
- 妻・リジー（Lizzie Goodhue Millet, 1853-1920） - 1878年に結婚[5]。1880年に長男カノウ（Kano）、1883年に長女ブレンダを東京で出産[6]。セイラム（マサチューセッツ州）の裕福な家庭の一人娘で、結婚して2か月で夫に伴い渡日[7]。1895年離婚。
- 後妻・メアリー（Mary McNeil Fenollosa, 1865-1954） - 1895年に結婚。メアリーにとってフェノロサは3番目の夫[8]。祖父が経営するアラバマ州のプランテーションで生まれ、父親は南軍の軍人だったが職業が定まらず、貧しい家庭で育った[8]。最初の夫と死別し、1890年に東京在住の米国人（英語教師）と結婚するため渡日したが、うまくいかず離婚[9][10]、1892年に帰国し実家に戻り[10]、地元紙などに日本についての記事を投稿し糊口を凌ぐ[8]。1894年にボストン美術館東洋部でフェノロサの助手となり、翌年結婚。妻子を捨てての再婚であったことからボストン社交界でスキャンダルとなり、夫婦でニューヨークに転居、1897年から日本で暮らし始める[9]。南部出身の女性がボストン社交界で苛められるという小説 "Truth Dexter"を滞日中に書き、Sidney McCallの筆名で出版、ベストセラーとなる[9]。その後、広重についての本を本名で出版したほか、不幸な結末を迎える日本女性を主人公としたロマンス小説"The Breath of the Gods"（フランス人の恋人のために自殺する日本女性の話）、"The Dragon Painter"（夫の出世のために犠牲となる日本女性の話）を出版し早川雪洲や青木鶴子主演で映画化もされた[9]。フェノロサ没後は、夫の東洋研究に関する本をまとめたが、美術品などは経済的理由で売却した[8]。その一部である手記を入手したエズラ・パウンドはそれを元にした謡曲などの翻訳書を出版し、モダニズム詩に影響を与えた[11]。

## 著作
- フェノロサ 述『政治学講義 第1-3回』。
- フェノロサ 述、大森惟中 記『美術真説』龍池会（出版人 松尾儀助）、1882年11月。
- The Masters of Ukioye: a Complete Historical Description of Japanese Paintings and Color Prints of the Genre School, New York: The Knickerbocker Press, 1896
高嶋良二訳『浮世絵史概説――フェノロサ厳選20木版画による浮世絵史観』新生出版、2008年
- 『浮世絵展覧会目録』蓬枢閣、1898年4月。
- Epochs of Chinese and Japanese Art, London: William Heinemann, 1912
  - 有賀長雄 訳『東亜美術史綱 上巻』フェノロサ氏記念会、1921年。
  - 有賀長雄 訳『東亜美術史綱 下巻』フェノロサ氏記念会、1921年。
  - 森東吾 訳『東洋美術史綱（上）』東京美術、1978年12月。
  - 森東吾 訳『東洋美術史綱（下）』東京美術、1981年7月。
  - 『東洋美術史綱――Epochs of Chinese and Japanese Art』ICGミューズ出版、2003年
- "Noh" or Accomplishment: A Study of the Classical Stage of Japan, with Ezra Pound, London: Macmillan and Co., 1916
- The Chinese Written Character as a Medium for Poetry, composed by the Ernest Fenollosa, edited by Ezra Pound after the author's death, 1918.
  - エズラ・パウンド 共 著、高田美一 訳『詩の媒体としての漢字考――アーネスト・フェノロサ＝エズラ・パウンド芸術詩論』東京美術、1982年5月。
- 山口静一編訳 『フェノロサ美術論集』 中央公論美術出版、1988年、オンデマンド版2004年
- 山口静一編訳 『フェノロサ社会論集』 思文閣出版、2000年
- 村形明子編著 『アーネスト・Ｆ・フェノロサ文書集成 翻刻・翻訳と研究』 京都大学学術出版会〔上・下〕、2000年、2001年
- 村形明子編訳 『アーネスト・Ｆ・フェノロサ資料』〈全三巻〉（ハーヴァード大学ホートン・ライブラリー蔵）、ミュージアム出版・文部省研究成果刊行図書
  - 『アーネスト・F.フェノロサ資料 第1巻』ミュージアム出版、1982年11月。
  - 『アーネスト・F.フェノロサ資料 第2巻』ミュージアム出版、1984年2月。
  - 『アーネスト・F.フェノロサ資料 第3巻』ミュージアム出版、1987年2月。
- 『フェノロサ英文著作集』山口靜一編・解説、復刻集版・全3巻＋別冊解説 Edition Synapse 2009年

### フェノロサ夫人の著作
- 『フェノロサ夫人の日本日記――世界一周・京都へのハネムーン、一八九六年』村形明子編訳、ミネルヴァ書房〈人と文化の探究〉、2008年